# Bactrocera angusticostata
Bactrocera angusticostata
 es una especie de díptero que Drew describió por primera vez en 1989. Bactrocera angusticostata pertenece al género Bactrocera de la familia Tephritidae.